# Pisarzowice (Wilamowice)

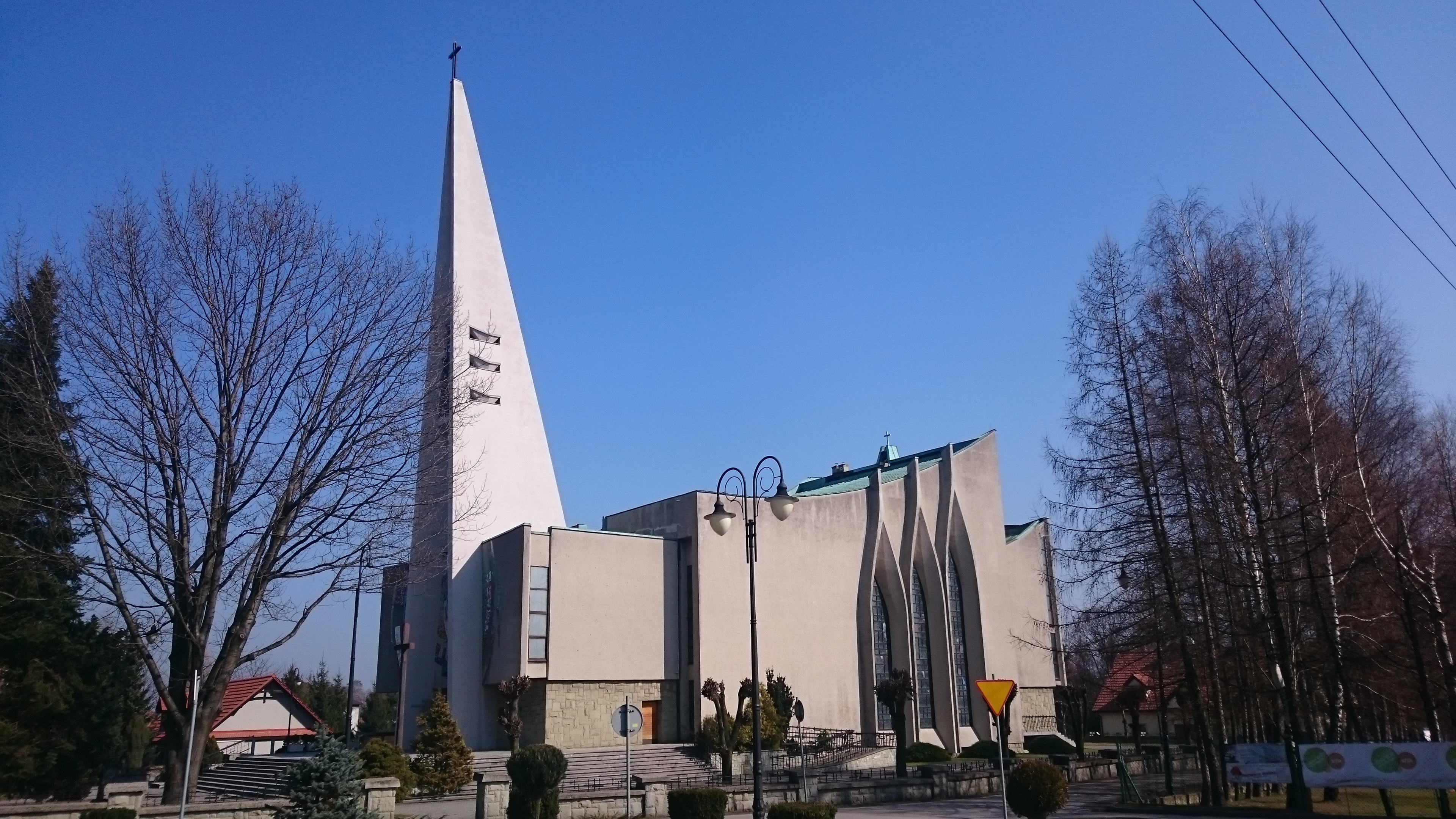
Katholische Kirche

Pisarzowice (deutsch Schreibersdorf) ist eine Ortschaft mit einem Schulzenamt der Gemeinde Wilamowice im Powiat Bielski der Woiwodschaft Schlesien in Polen.

## Geographie
Pisarzowice liegt am Bach Pisarzówka, etwa 40 km südlich von Katowice im Powiat (Kreis) Bielsko-Biała.
Das Dorf hat eine Fläche von 1384 ha (24 % der Gemeinde).
Nachbarorte sind Stara Wieś im Nordwesten, die Stadt Wilamowice im Norden, Hecznarowice im Nordosten, die Stadt Kęty im Südosten, Kozy im Süden, die Stadt Bielsko-Biała im Südwesten, Janowice im Westen.

## Geschichte
Der Ort wurde erstmals urkundlich als die Pfarrei Villa scriptoris im Peterspfennigregister des Jahres 1326 im Dekanat Auschwitz des Bistums Krakau erwähnt. Der Ortsname erinnert am wahrscheinlichsten an den deutschstämmigen herzoglichen Notar namens Arnold, der mit den Brüdern Rüdiger und Peter die Gründung der Städte Kęty (Liebenwerde) und Zator übertrug.
Politisch gehörte das Dorf ursprünglich zum Herzogtum Auschwitz, dies bestand ab 1290 in der Zeit des polnischen Partikularismus. Seit 1327 bestand die Lehnsherrschaft des Königreichs Böhmen. Im Jahre 1457 von Polen abgekauft, wenn es als Pyszarowicze erwähnt wurde.
In der zweiten Hälfte des 16. Jahrhunderts verbreitete sich in der Umgebung die Reformation und ab etwa 1570 für einige Dekaden existierte dort eine Calvinistische Gemeinde.
Bei der Ersten Teilung Polens kam Pisarzowice 1772 zur neuen Königreich Galizien und Lodomerien des habsburgischen Kaiserreichs (ab 1804). Erst im Jahre 1843 wurde der deutschsprachige Name Schreibersdorf für das Dorf genutzt. Nach der Aufhebung der Patrimonialherrschaften bildete es ab 1850 eine Gemeinde im Bezirk und Gerichtsbezirk Biała.
1918, nach dem Ende des Ersten Weltkriegs und dem Zusammenbruch der k.u.k. Monarchie, kam Pisarzowice zu Polen. Unterbrochen wurde dies nur durch die Besetzung Polens durch die Wehrmacht im Zweiten Weltkrieg. Es gehörte dann zum Landkreis Bielitz im Regierungsbezirk Kattowitz in der Provinz Schlesien (seit 1941 Provinz Oberschlesien).
Von 1975 bis 1998 gehörte Pisarzowice zur Woiwodschaft Bielsko-Biała.